# Tu-95
Tu-95 (ros. Ту-95, kod NATO Bear) – radziecki strategiczny samolot bombowy lub rozpoznawczy dalekiego zasięgu. Napędzany przez silniki turbośmigłowe NK-12 ze śmigłami przeciwbieżnymi. Opracowany w biurze konstrukcyjnym Tupolewa. W służbie od 1956. Obok Tu-160 stanowi podstawowe uzbrojenie rosyjskiego lotnictwa strategicznego. Morska wersja patrolowa nosi oznaczenie Tu-142.

## Historia

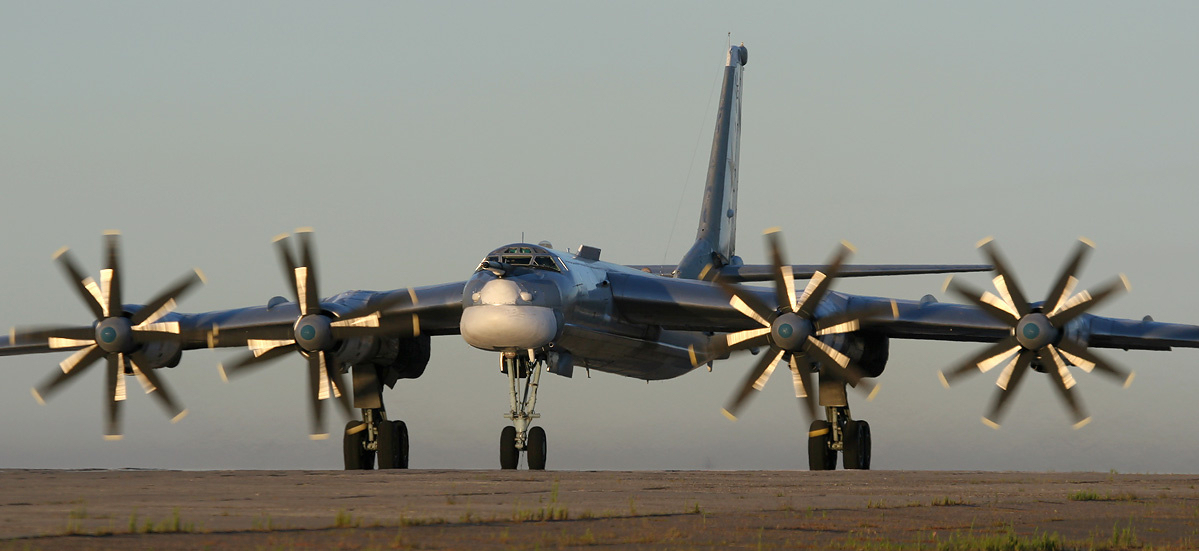
Tu-95MS

Po rozpoczęciu zimnej wojny oraz opracowaniu przez ZSRR własnej bomby atomowej zaszła potrzeba skonstruowania międzykontynentalnego bombowca dalekiego zasięgu, który byłby w stanie osiągnąć terytorium USA, do czego nie nadawał się wywodzący się z II wojny światowej Tu-4 – kopia amerykańskiego B-29 Superfortress. Wojna koreańska ostatecznie wykazała, że silniki tłokowe osiągnęły kres swoich możliwości technicznych. Nowo powstały prototypowy Tu-85 konstrukcji Tupolewa, napędzany czterema silnikami tłokowymi, był w stanie dolecieć do USA, ale miał zbyt słabe osiągi. Wobec tego Józef Stalin zlecił opracowanie nowego samolotu, wyznaczając termin jego do wejścia do służby do 1954 roku, kiedy liczono się z wybuchem nowej wojny światowej. 24 marca 1951 roku zlecono skonstruowanie zaproponowanego jako pierwszego przez Władimira Miasiszczewa bombowca odrzutowego M-4. Równolegle w USA powstawał odrzutowy bombowiec strategiczny nowego pokolenia B-52 Stratofortress.
Pierwsze prace koncepcyjne nad nowym bombowcem rozpoczęły się w biurze Tupolewa wiosną 1950 roku. Początkowo rozważano różne układy konstrukcyjne, ze skrzydłami prostymi lub skośnymi oraz silnikami turboodrzutowymi (w liczbie od dwóch do ośmiu), turbośmigłowymi lub tłokowymi. Generalny konstruktor Andriej Tupolew preferował napęd turbośmigłowy, zdając sobie sprawę, że nowe silniki odrzutowe zużywają dużo paliwa i przez to ograniczają zasięg samolotu. Wariant z silnikami turbośmigłowymi miał najlepszy zasięg obliczeniowy 13 000 km z prędkością 800 km/h, pozwalający na dolot i powrót znad USA. Samolot z czterema silnikami odrzutowymi AM-3 miał być szybszy (do 950 km/h), ale miał zasięg tylko 10 000 km. W efekcie, 2 kwietnia 1951 roku Tupolew zaproponował skonstruowanie bombowca turbośmigłowego w liście do Stalina. Projekt początkowo nosił oznaczenie fabryczne: samolot „95” lub „W” (ros. В), a oficjalne: Tu-95, od inicjałów konstruktora. Równolegle prowadzono prace nad bombowcem odrzutowym Tupolewa „99”, ale je przerwano, gdyż maszyna z silnikami turbośmigłowymi okazała się udana. 11 lipca 1951 roku Rada Ministrów ZSRR poleciła Tupolewowi zaprojektowanie bombowca z preferowanym przez niego napędem turbośmigłowym, w dwóch wariantach silnikowych. 15 lipca rozpoczęto prace nad projektem wstępnym i jednocześnie władze zdecydowały o produkcji seryjnej nieistniejącej jeszcze maszyny. W sierpniu 1951 roku lotnictwo przedstawiło wymagania taktyczno-techniczne, w tym praktyczny zasięg 15 000 km i prędkość przelotową 820 km/h. Projekt wstępny i makietę samolotu ukończono jesienią, po czym przystąpiono do opracowania dokumentacji projektowej i budowy prototypu. Głównym konstruktorem samolotu w biurze Tupolewa OKB-156 był N. Bazienkow. Samolot charakteryzował się smukłym kadłubem i gondolami silników o małym oporze aerodynamicznym oraz skośnym skrzydłem o skosie przy kadłubie 35°.
Prototyp „95/1” wykonał swój pierwszy lot 12 listopada 1952 roku (pilot A. Pierielot). Jako napęd posłużyły cztery silniki 2TW-2F, które stanowiły zdwojoną odmianę silnika TW-2F o mocy 6250 KM, opracowanego przez biuro N. Kuzniecowa w oparciu o niemiecki silnik odrzutowy Jumo 022. Było to rozwiązanie przejściowe do czasu opracowania lepszego napędu, jaki miał otrzymać drugi prototyp. Maszyna prototypowa rozbiła się jednak w 17. locie 11 maja 1953 roku z czterema osobami załogi na pokładzie, w tym A. Pierielotem, z powodu uszkodzenia reduktora silnika. Projektowi groziło na skutek tego zamknięcie, lecz Tupolew zdołał przeforsować kontynuowanie prac w oparciu o zbudowany już przed końcem 1952 roku drugi prototyp, określany jako „dubler”, oczekujący na nowe silniki, których rozwój się przedłużał. Jeszcze przed jego oblotem postanowieniem Rady Ministrów ZSRR z 19 września 1953 roku samolot skierowano do produkcji w zakładzie nr 18. Drugi ulepszony prototyp „95/2” wzbił się w powietrze dopiero 16 lutego 1955 roku. Samolot napędzany był czterema silnikami TW-12 (później oznaczonymi NK-12), skonstruowanymi przez grupę inżynierów pod kierunkiem Austriaka Ferdinanda Brandnera, w czasie wojny konstruktora w zakładach Junkersa. Dzięki ulepszeniom technologicznym samolot ten był nieco lżejszy i posłużył jako wzorzec dla pierwszej wersji seryjnej. Podczas prób miał on masę startową 167 200 kg. Już 1 maja 1955 roku Tu-95 zademonstrowano na defiladzie pierwszomajowej, po czym aż 7 samolotów przeznaczono do udziału w święcie lotnictwa w Tuszyno w lipcu. W kodzie NATO samolot otrzymał oznaczenie Bear (niedźwiedź).

## Produkcja i wersje

### Wersje bombowe

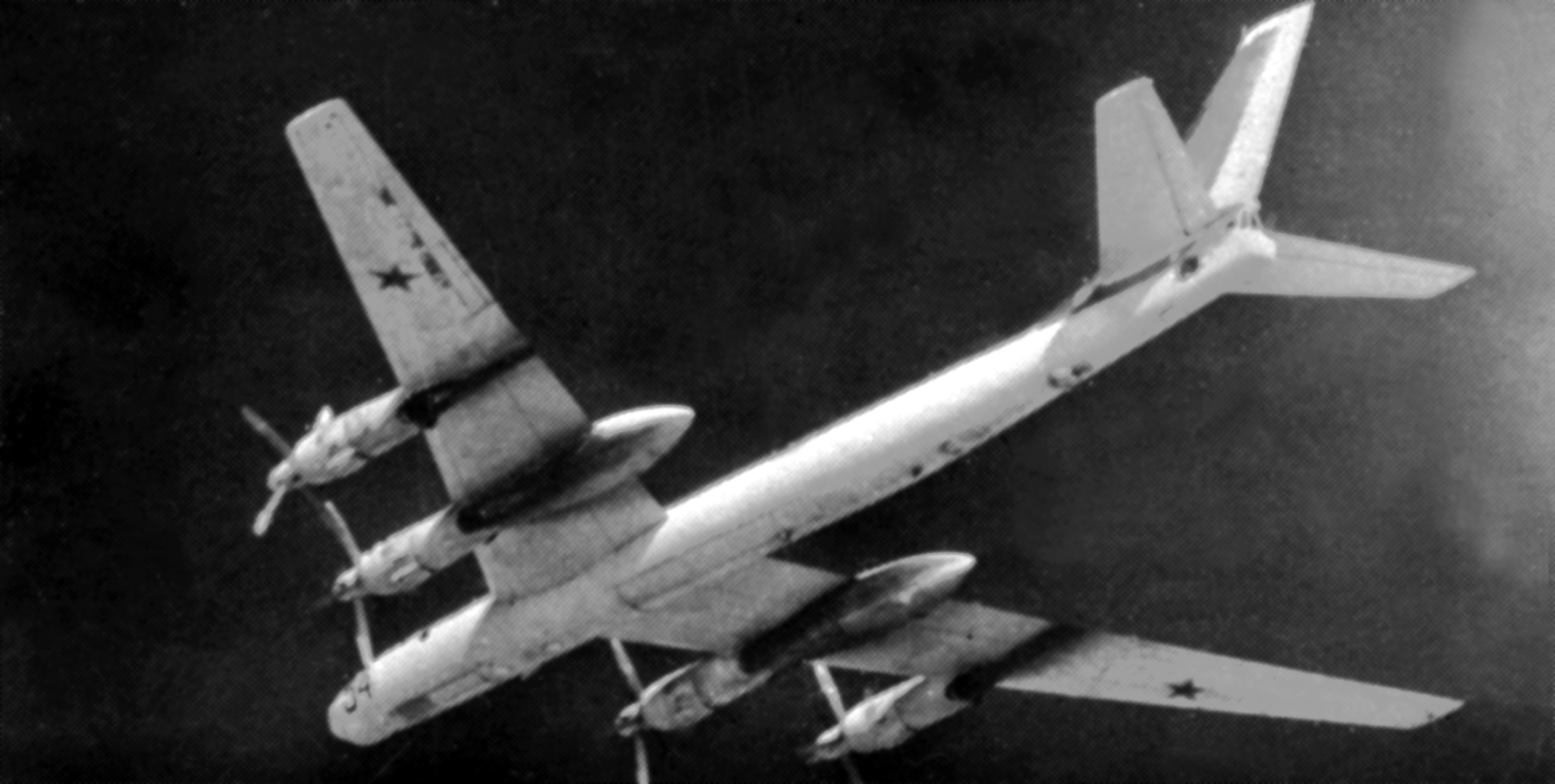
Tu-95 w wersji bombowej w locie. Widoczna komora bombowa

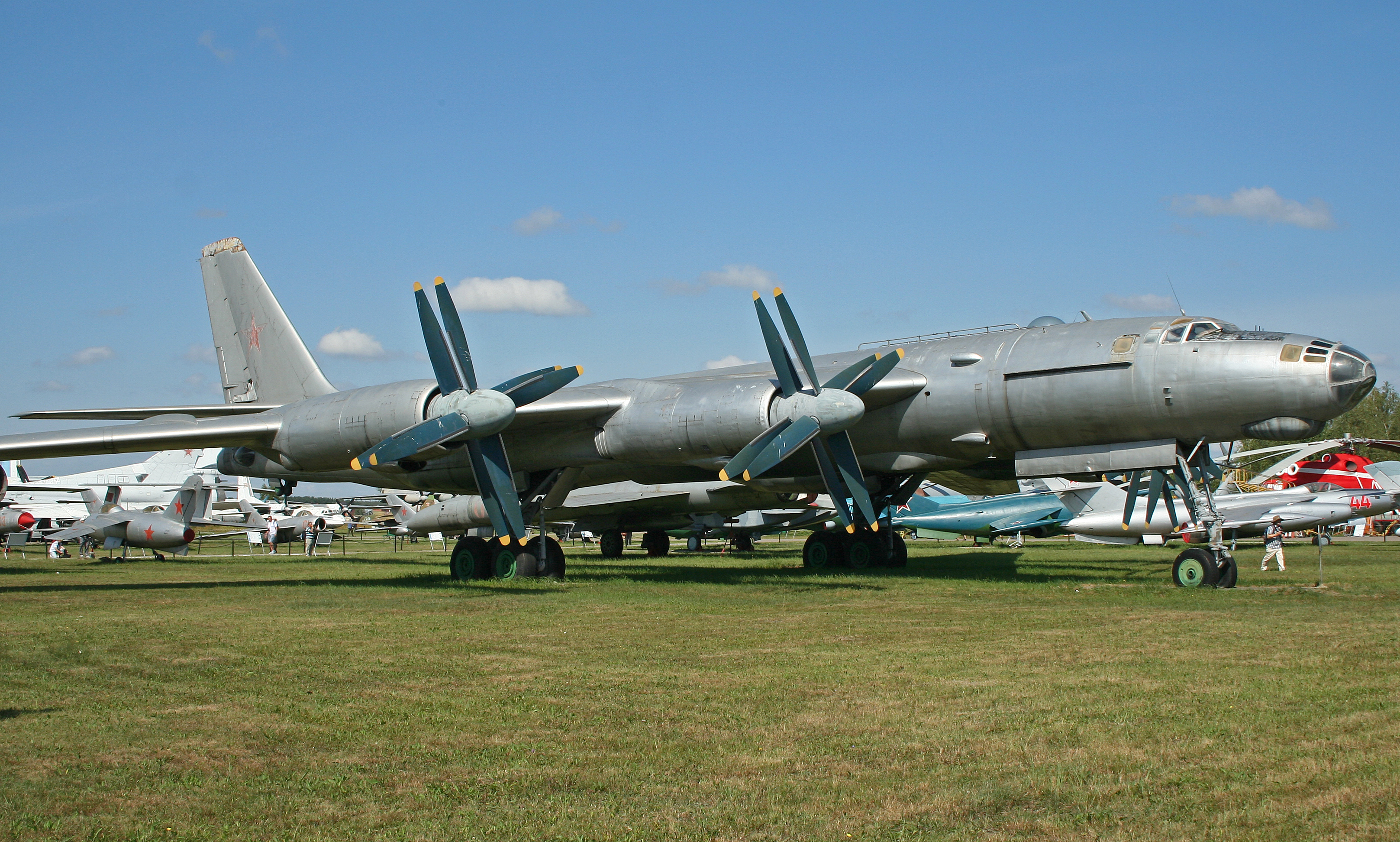
Tu-95N (doświadczalna modyfikacja) w muzeum w Monino

Pierwszym wariantem seryjnym był bombowiec Tu-95 z silnikami NK-12, o praktycznym zasięgu 12 100 km z ładunkiem 5000 kg bomb. W stosunku do drugiego prototypu przedłużono kadłub o 2,72 m, a masa startowa wynosiła 172 00 kg. Pierwsze seryjne samoloty zbudowano wiosną 1955 roku. Dopiero w maju 1956 roku rozpoczęto ich badania państwowe. W latach 1955–58 wyprodukowano ich ogółem 31 sztuk. Samoloty przystosowane do przenoszenia bomb atomowych, z ogrzewaną komorą bombową, specjalną aparaturą i zasłonkami na szybach od blasku wybuchu, nosiły oficjalnie oznaczenie Tu-95A. Według części literatury, w praktyce jednak większość bombowców miała te modyfikacje, a jako Tu-95A oznaczano samoloty używane na poligonach do ćwiczebnego zrzutu bomb atomowych, z dodatkową aparaturą pomiarową. Formalnie samolot Tu-95 został przyjęty na uzbrojenie lotnictwa 26 września 1957 roku. W latach 70. poddawano je modernizacji z nowymi silnikami NK-12M i NK-12MW.
Szósty samolot seryjny przebudowano na przełomie 1956/1957 roku na prototyp wersji zmodernizowanej Tu-95M, z mocniejszymi silnikami NK-12M. Pozwoliły one na zwiększenie masy startowej do 182 200 kg, w tym powiększenie z 80 do 90 ton zapasu paliwa. Przełożyło się to na zwiększenie zasięgu praktycznego do 13 200 km z ładunkiem 6000 kg, a dzięki nowym śmigłom wzrosła też prędkość. W służbie osiągano zasięg lotu rzędu 14–17 000 km. Dzięki drobniejszym zmianom konstrukcyjnym polepszyła się też stateczność samolotu. Równolegle z badaniami fabrycznymi prototypu ukończonymi 26 października, samoloty tej wersji produkowano już od połowy 1957 roku i do końca roku oddano ich 11. Powstało ogółem 19 seryjnych samolotów w tej wersji. W listopadzie 1958 roku ukończono próby kontrolne Tu-95M, które wykazały, że osiągi są nieco niższe od zadanych (m.in. pułap praktyczny 12 km zamiast 13–14 km), ale zasięg maksymalny 16 100 km jest lepszy od modelu bazowego i bombowców Miasiszczewa, wobec tego samolot został zaakceptowany. Analogicznie do poprzednika, egzemplarze specjalnie przystosowane do zrzutu ćwiczebnych bomb atomowych miały oznaczenie Tu-95MA. Były one pokryte izolacją termiczną z białą farbą dla zmniejszenia wpływu fali uderzeniowej wybuchu. Tupolew proponował dalsze rozwinięcie samolotu, o zasięgu 20 tys. km, ale w 1958 roku władze uznały bombowce klasyczne Tu-95 za nieperspektywiczne. W latach 80. część przestarzałych samolotów obu wersji bombowych przekształcono w nieuzbrojone szkolno-treningowe Tu-95U (ros. Ту-95У, od uczebnyj – szkolny).

### Wersje rozpoznawcze i morskie

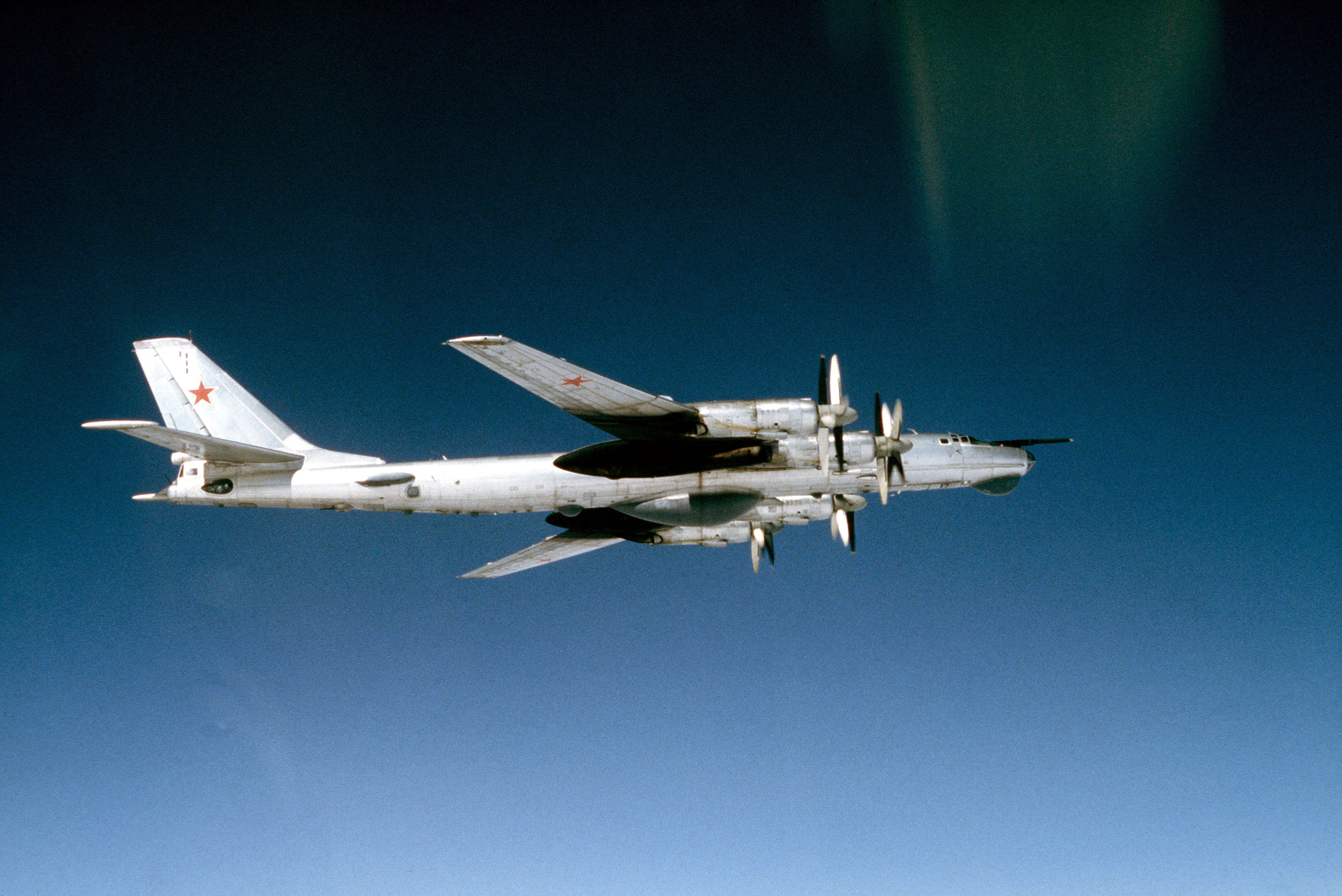
Tu-95RC, 1983 r.

Cztery samoloty Tu-95M przebudowano na samoloty rozpoznania strategicznego Tu-95MR (Ту-95МР), począwszy od 1962 roku. Różniły się zewnętrznie stacją radiolokacyjną Rubin-1D z nieco powiększoną owiewką anteny pod kadłubem, oraz sondą do tankowania w powietrzu nad nosem kadłuba. W komorze bombowej zamontowano aparaturę rozpoznania radiotechnicznego Wisznia i Romb-4, ponadto samolot wyposażono też w aparaty fotograficzne.
Liczną wersją był samolot rozpoznania morskiego i wskazywania celów Tu-95RC (Ту-95РЦ, razwiedczyk-celeukazatiel). Prototyp przebudowano w 1962 roku z Tu-95M, po czym po długim okresie testów został przyjęty na uzbrojenie 30 maja 1966 roku. W międzyczasie samolot skierowano do produkcji i między 1963 a 1969 rokiem wyprodukowano 52 maszyny. Zewnętrznie wyróżniał się dużą kroplową osłoną anteny pod komorą bombową i mniejszą osłoną radaru w „brodzie” samolotu. Służył do wykrywania celów morskich i wskazywania ich dla pocisków przeciwokrętowych wystrzeliwanych z okrętów. Wyposażony był w radar umieszczony pod komorą bombową, o zasięgu wykrywania do 350 km dla celów wielkości krążownika, którego wskazania były dzięki aparaturze Uspiech-A w komorze bombowej transmitowane bezpośrednio na własne okręty, na odległość do 415 km. Wyposażony był także w aparaturę rozpoznania radiotechnicznego Wisznia i Romb-4.
Projekt samolotu zwalczania okrętów podwodnych Tu-95PŁO nie był zrealizowany, lecz na bazie Tu-95 następnie skonstruowano morski samolot patrolowy, który był następnie dalej rozwijany pod nowym oznaczeniem: Tu-142.

### Nosiciele rakiet

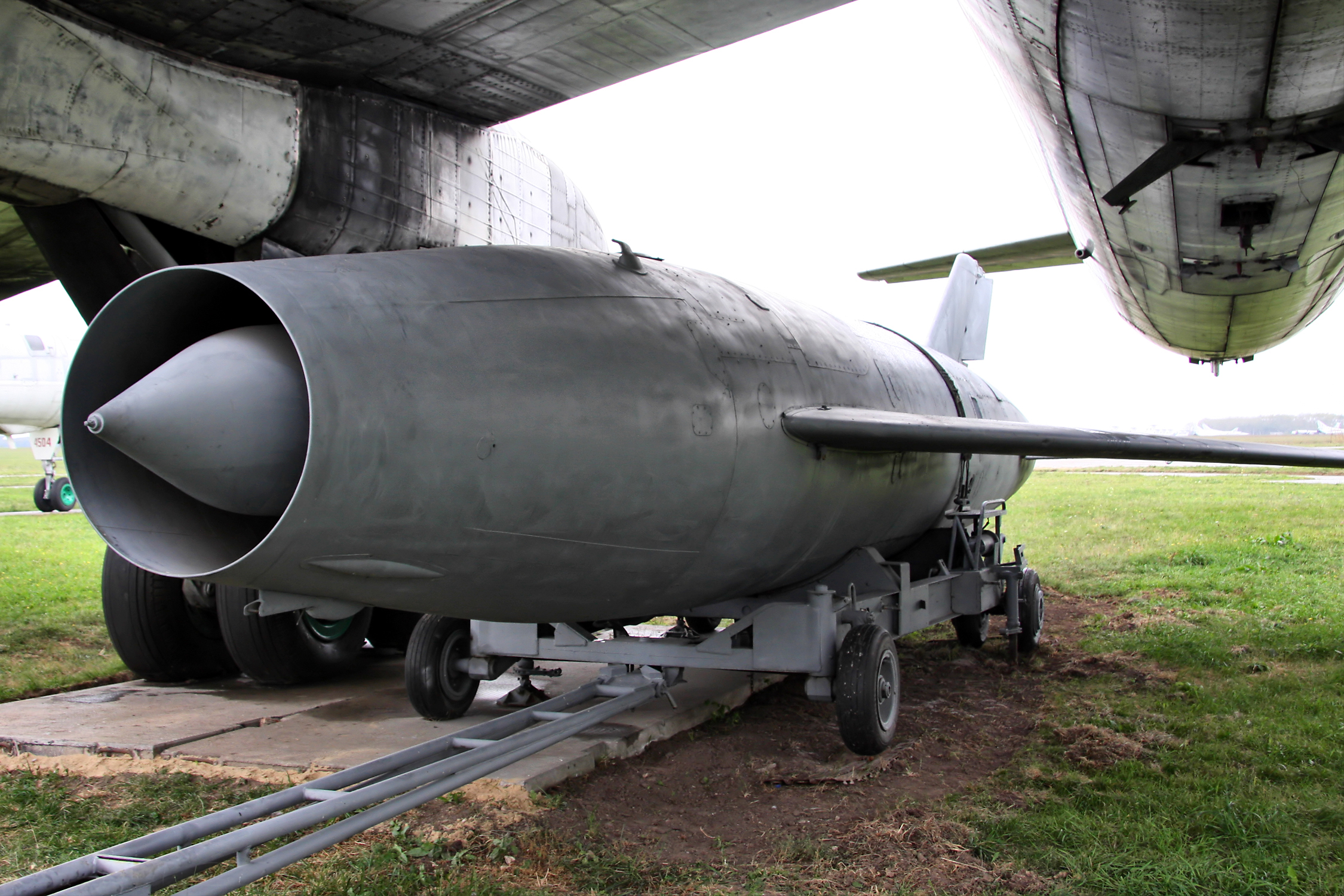
pocisk Ch-20M

Już w latach 50. zdano sobie sprawę, że z uwagi na rozwój rakiet przeciwlotniczych i myśliwców przechwytujących, klasyczne bombowce, operujące na dużym pułapie, będą miały małe szanse dotarcia do celu. Jednym z rozwiązań stało się wykorzystanie ich do odpalania rakiet z większej odległości, przy czym wykorzystywanie pocisków kierowanych umożliwiało także zwalczanie celów morskich. W 1954 roku rozpoczęto prace nad wariantem Tu-95K przenoszącym jeden odrzutowy pocisk skrzydlaty Ch-20 pod kadłubem, częściowo zagłębiony w komorze bombowej. Dwa prototypy przebudowano z bombowców w sierpniu 1956 i 1957 roku. Zlikwidowano w nim oszklenie nosa, zastępując je radarem JaD (ЯД) pod osłoną dielektryczną, wykrywającym cel na odległość do 450 km, z anteną naprowadzania pocisku w górnej części obudowy. Pocisk Ch-20 miał prędkość do 2000 km/h, zasięg do 800 km i błąd trafienia 3–4 km; ostatecznie do służby wszedł w zmodernizowanej wersji Ch-20M. Na wyposażenie jednostek samoloty te zaczęły wchodzić w 1959 roku. We wrześniu 1960 roku samolot Tu-95K oficjalnie przyjęto na uzbrojenie. Cały kompleks rakietowy razem z pociskiem i aparaturą nosił oznaczenie Tu-95K-20. Wyprodukowano 48 samolotów wersji K. W celu zwiększenia zasięgu lotu do USA, jeden samolot wyposażono w 1960 roku w system tankowania w locie Konus, nadając mu oznaczenie Tu-95KD. Z jednym tankowaniem miał on promień działania 8300 km, a z dwoma 9300 km wobec 6700 km dla Tu-95K. Po próbach, do tego standardu doprowadzono następnie większość Tu-95K. Część samolotów przebudowano natomiast później na szkolne Tu-95KU.

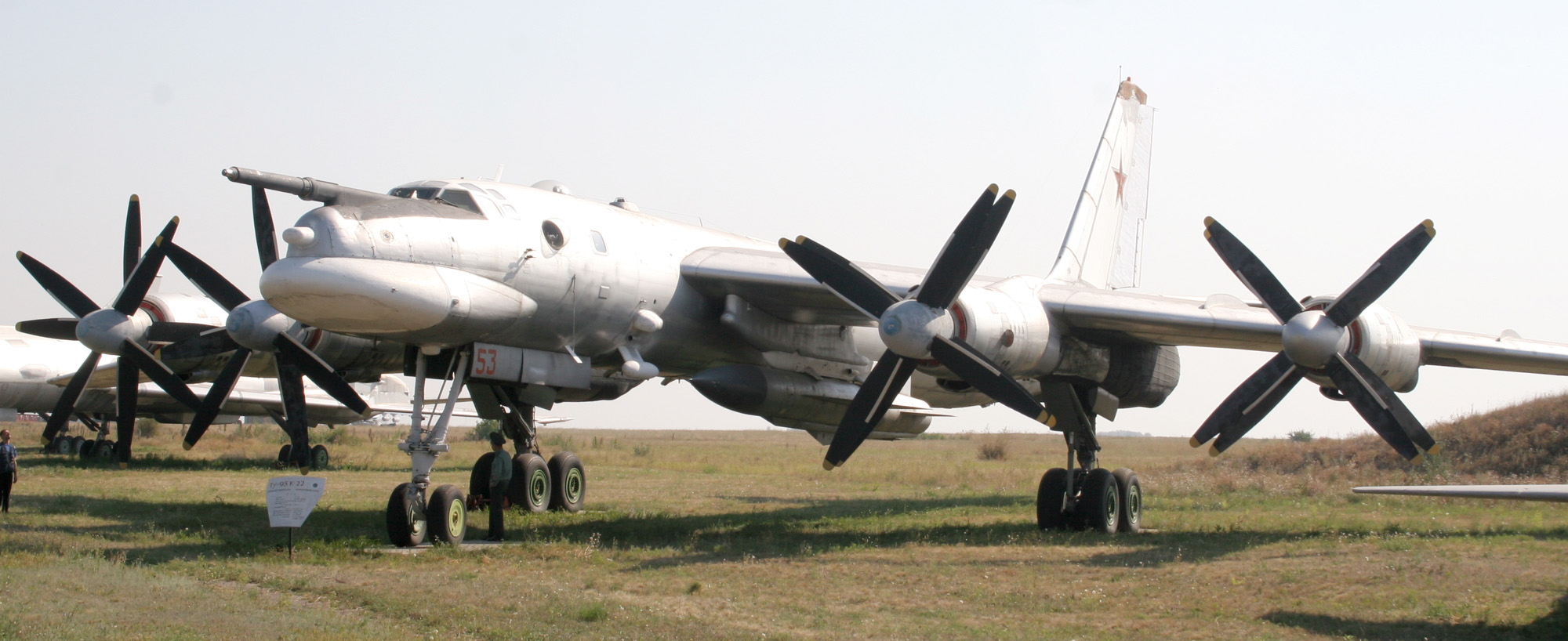
Tu-22KM z pociskiem Ch-22M jako eksponat w bazie Engels

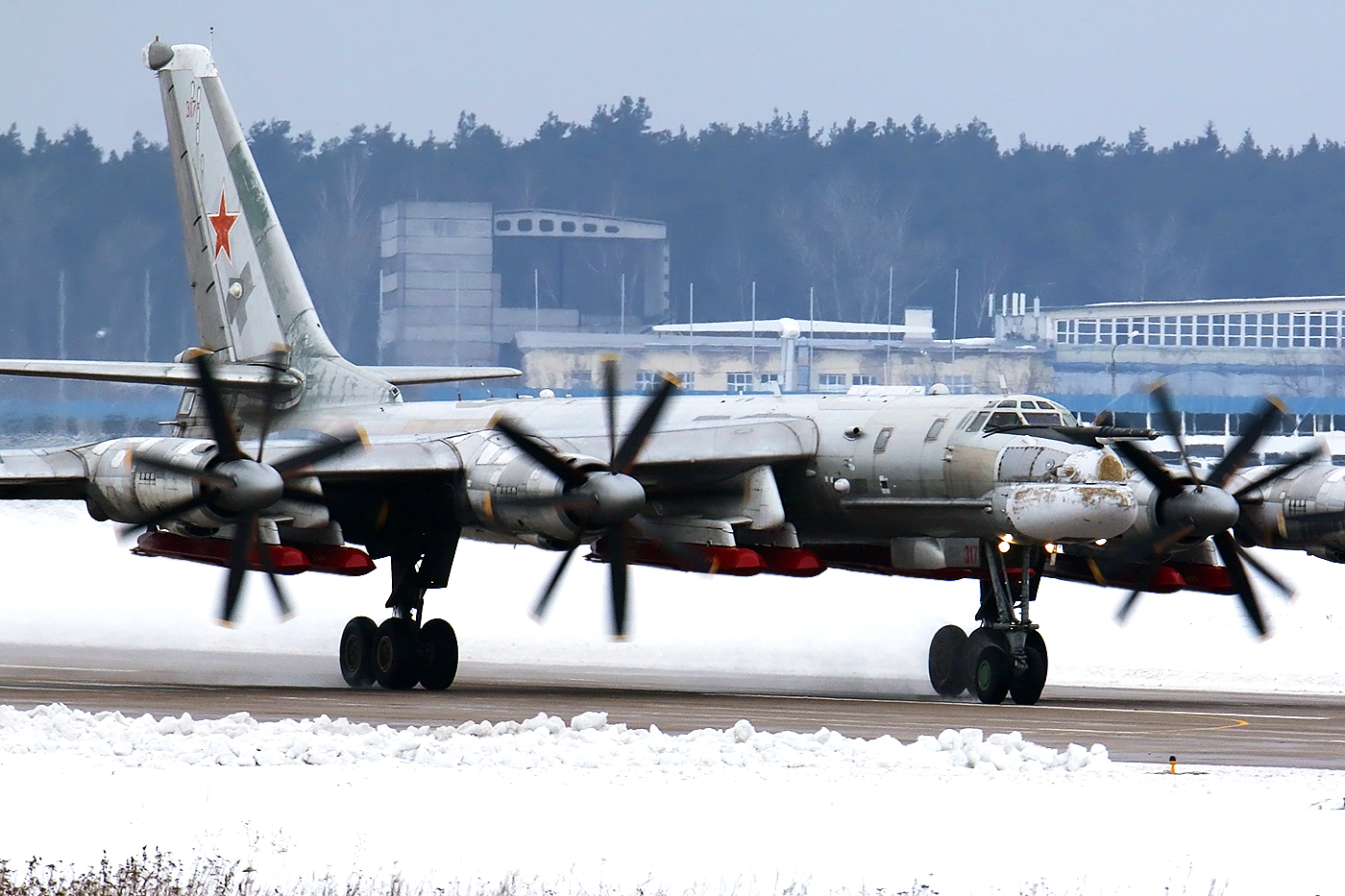
Tu-95MS-16 z pociskami Ch-101

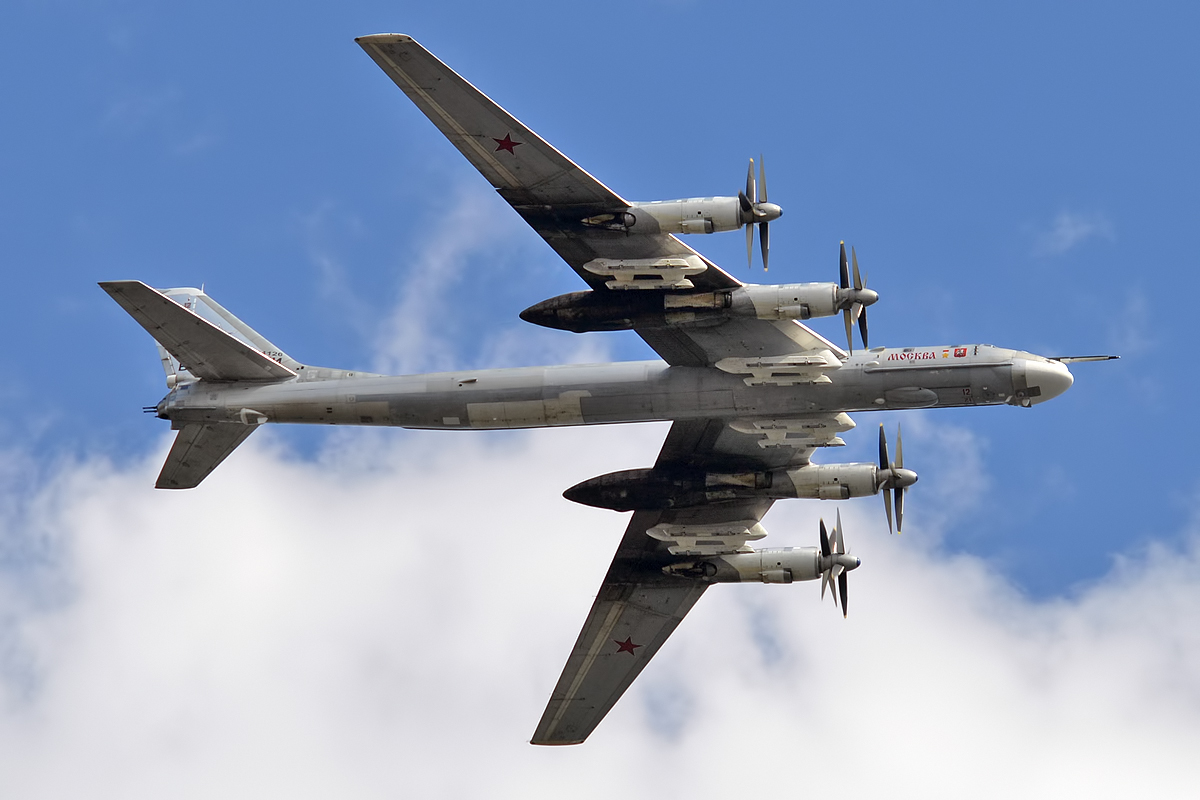
Tu-95MS-16 – widoczne dodatkowe belki podskrzydłowe

Seryjnym wariantem wyposażonym w system tankowania w locie był zmodernizowany Tu-95KM z 1962 roku, który otrzymał także nowsze wyposażenie. Wyprodukowano 23 samoloty tej wersji. Były one następnie w latach 80. dostosowywane do przenoszenia rakietowych pocisków manewrujących Ch-22M, w ramach kompleksu Tu-95K-22. Przenosiły do dwóch takich pocisków na pylonach pod przykadłubowymi częściami skrzydeł. Otrzymywały one nowe wyposażenie i radar PNA-B. Część nosicieli pocisków została wyposażona ze specjalnymi zasobnikami do pełnienia roli samolotów rozpoznania radioelektronicznego.
W pierwszej połowie lat 70. zmodyfikowano do przenoszenia pod kadłubem pocisku skrzydlatego KSR-5 jeden bombowiec Tu-95 (jako Tu-95-26) i jeden Tu-95M (Tu-95M-5), lecz program przebudowy tych samolotów ostatecznie zarzucono.
Ostatni wariant nosiciela rakiet Tu-95MS, powstały po przerwie, wywodził się konstrukcyjnie z ulepszonego samolotu rozpoznania morskiego Tu-142M, posiadając skrzydła o większej powierzchni. Początkowo przewidywano też dla niego oznaczenie Tu-142MS. Wariant ten powstał, gdy przystąpiono w latach 70. do prac nad perspektywicznym naddźwiękowym bombowcem Tu-160 i przewidzianymi dla niego małogabarytowymi jak na standardy radzieckie pociskami manewrującymi Ch-55. Jako prostszy nosiciel Ch-55 został przewidziany wariant Tu-95MS. W odmianie Tu-95MS-6 wyposażono go tylko w katapultową bębnową wyrzutnię dla pocisków Ch-55 w komorze bombowej, a w Tu-95MS-16 nadto przewidziano możliwość podwieszania dalszych 10 pocisków na pylonach pod skrzydłami. Pod nosem samolotu umieszczono radar, w nieco innej (krótszej) obudowie, niż Tu-95K. Samolot posiadał także sondę do tankowania w locie. Napędzały go mocniejsze silniki NK-12MP o maksymalnej mocy startowej 15 000 KM. Prototyp Tu-95MS wzleciał 18 listopada 1979 roku, a w kolejnym roku skierowano go do produkcji seryjnej w zakładzie produkującym Tu-142 w Taganrogu. Po wyprodukowaniu 12 samolotów produkcję przeniesiono do Samary, gdzie zakończono ją w 1992 roku. Formalnie wersja ta została przyjęta do służby w 1983 roku. Po 2010 roku zostały przystosowane do przenoszenia ośmiu pocisków Ch-101/102, tylko na podwieszeniach zewnętrznych z uwagi na większą długość.
22 sierpnia 2020 roku dokonano oblotu samolotu zmodernizowanego do wersji Tu-95MSM o numerze RF-94121 Samara. Zmodernizowany samolot Tu-95MSM wyposażony został w nową awionikę, radar i systemy sterowania, systemy obrony przeciwlotniczej, silniki NK-12MPM, śmigła AW-60T, które obniżają wibracje i zużycie paliwa. Zmodernizowany samolot pozbawiono działek przeciwlotniczych w ogonie. Otrzymał także nowe systemy kierowania uzbrojeniem.

### Wersje prototypowe i doświadczalne
- Tu-95W (Ту-95В) lub Tu-95-202 – jeden egzemplarz Tu-95 przystosowany do zrzutu supermocnej bomby termojądrowej „202” (tzw. „car-bomby”) o masie 24,8 t[11]. Rozmiary bomby nie pozwalały na zamknięcie komory bombowej[28]. Zwiększenie udźwigu spowodowało jednak znaczne zmniejszenie zasięgu samolotu[11]. Został on użyty do zrzutu ćwiczebnego tej bomby 30 października 1961 roku, a następnie był używany do szkolenia[11].
- Tu-95MA (Ту-95МА) – nosiciel hipersonicznej rakiety Mietieorit-A na bazie Tu-95MS. Zbudowano prototyp w latach 80., prace przerwano[24].
- Tu-95MRC (Ту-95МРЦ) – samolot rozpoznania morskiego i wskazywania celów na bazie Tu-95MS z systemem Uspiech-1AM, następca Tu-95RC. Zbudowano prototyp, prace przerwano na początku lat 90[24].
- Tu-96 – rozwinięcie Tu-95, wysokościowy bombowiec ze skrzydłem o powiększonej powierzchni (316,6 m²) i nowymi silnikami TW-16 (NK-16) o mocy 12 500 KM, z 1955 roku[10][29]. Silniki te nie zostały jednak dopracowane i prototyp badano z silnikami TW-12, nie uzyskując większego pułapu od Tu-95 (zakładano 17 km), po czym program w 1956 roku skasowano[10].
- Tu-116 lub Tu-95D – dwa Tu-95 przebudowane w 1957 i 1958 roku na samoloty dyspozycyjne dla kierownictwa państwa, zabierające 24 pasażerów[29]. Jeden z nich latał w barwach cywilnych Aerofłotu. Ostatecznie nie były wykorzystywane jako rządowe, ale dla wyższych dowódców Lotnictwa Dalekiego Zasięgu, eksploatowane do 1991 roku[29].
- Tu-95N (Ту-95Н) – jeden egzemplarz Tu-95 przystosowany do roli nosiciela samolotu RS konstrukcji P. Cybina; faktycznie nie użyty do tego celu (zachowany jako eksponat)[29].
- Tu-95ŁŁ – prototyp „95/2” przebudowany na latające laboratorium do prób silników[29].
- Tu-95ŁAŁ – jeden egzemplarz Tu-95 przebudowany w latach 60. na latające laboratorium do prób w locie reaktora atomowego do badań perspektywicznego napędu atomowego[30].

## Służba

### ZSRR
Tu-95 zaczęły wchodzić na wyposażenie Lotnictwa Dalekiego Zasięgu w 1955 roku, począwszy od 409 pułku ciężkich bombowców w Uzynie. Razem z Tu-95M używane były w tym pułku do 1985 roku. Ich przeznaczeniem były ataki bombami atomowymi w promieniu 7000–7500 km, z dużej wysokości (do 13 km), w dowolnych warunkach atmosferycznych. Podczas służby w ZSRR bombowce strategiczne nie miały okazji zostać wykorzystane bojowo, jedynie używano ich do zrzucania bomb atomowych na poligonach. Zazwyczaj jeden samolot zrzucał bombę, lecz towarzyszyły mu inne, dla zaznajomienia załóg. W latach 70. samoloty te modernizowano. W związku z utratą wartości bojowej klasycznych bombowców strategicznych, w latach 80. część przebudowano na szkolne Tu-95U, a po rozpadzie ZSRR na początku lat 90. pozostałe wycofano.
Od 1959 roku na uzbrojenie zaczęły wchodzić nosiciele rakiet Tu-95K, poczynając od 1006 pułku, również w Uzynie. Ich podstawowym przeznaczeniem stało się następnie zwalczanie ważnych celów morskich – przede wszystkim amerykańskich grup lotniskowcowych, we współpracy z rozpoznawczymi Tu-95MR. Samoloty te z wyposażeniem do rozpoznania radioelektronicznego były używane do lotów rozpoznawczych także w rejonie krajów Azji rozwijających własne programy atomowe. Samoloty Tu-95KM z pociskami Ch-22 (Tu-95K-22) pozostały na uzbrojeniu lotnictwa Rosji na Dalekim Wschodzie w 40. i 79. pułkach bombowców ciężkich w Ukraince w obwodzie amurskim jeszcze przez pewien czas po rozpadzie ZSRR i zostały wycofane w drugiej połowie lat 90. Od 1982 roku zaczęły wchodzić na uzbrojenie samoloty ostatniej wersji Tu-95MS, poczynając od 1023 pułku ciężkich bombowców. W 1991 roku były one na wyposażeniu w 1006 pułku w Uzynie na Ukrainie, 182 gwardyjskim pułku w Mozdoku i 1023 i 1226 pułku w Dołoni koło Semipałatyńska. Po rozpadzie ZSRR baza w Uzynie znalazła się pod władzą Ukrainy, a baza w Dołoni – w Kazachstanie, lecz na mocy porozumień międzyrządowych samoloty te zostały później przekazane Rosji, jako zbędne krajom nie posiadającym broni atomowej.

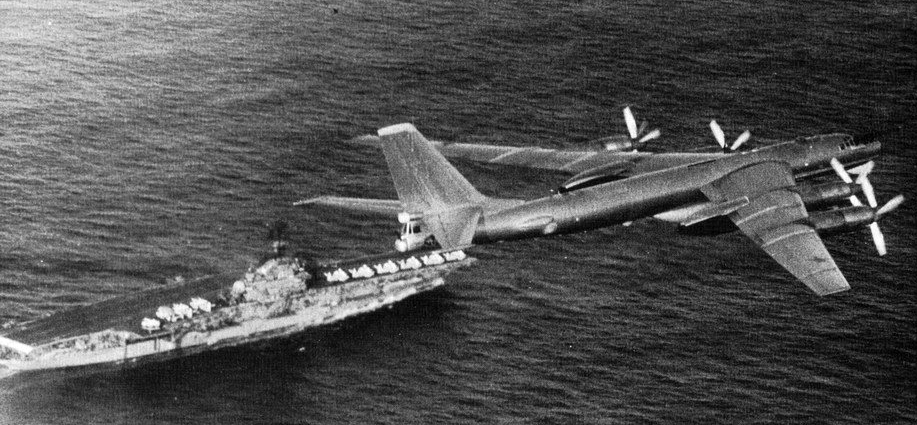
Tu-95RC przelatuje nad amerykańskim lotniskowcem USS „Intrepid” (CVS-11), 1971

Samoloty rozpoznania morskiego Tu-95RC wchodziły w skład lotnictwa marynarki wojennej ZSRR. Często towarzyszyły ćwiczeniom flot NATO, będąc dzięki temu najlepiej znanymi na zachodzie samolotami rodziny Tu-95. Po rozpadzie ZSRR i degradacji technicznej jego floty samoloty te stały się zbędne. W efekcie, również zostały wycofane na początku lat 90.
Samoloty Tu-95 uznawane były za udaną konstrukcję i odznaczyły się sporą niezawodnością. Z wyłączeniem najnowszej wersji Tu-95MS, utracono do lat 90. w wypadkach 20 samolotów seryjnych i dwa fabryczne, w tym 9 Tu-95RC i 11 samolotów Lotnictwa Dalekiego Zasięgu. Średnio awarie Tu-95 zdarzały się ok. 3 razy rzadziej od bombowców rodziny M-4. Ujemną cechą przyjętego układu z silnikami turbośmigłowymi i dużymi śmigłami okazała się duża skuteczna powierzchnia odbicia, ułatwiająca wykrycie przez radar z dużej odległości.

### Rosja
Bombowce Tu-95 służące dzisiaj należą do wersji Tu-95MS6 (Bear H6, 32 egzemplarze) i Tu-95MS16 (Bear H16, 32 egzemplarze). Zostały wyprodukowane w latach 80. XX w. Pierwsza z tych wersji przenosi sześć pocisków Raduga Ch-55 (AS-15A) w komorze bombowej, a druga jest ponadto przystosowana do przenoszenia dalszych dziesięciu pocisków umieszczonych na zewnątrz kadłuba (lot w takiej konfiguracji znacznie pomniejsza zasięg samolotu). Ogółem 72 egzemplarze mogą przenieść 704 pociski, każdy z jedną głowicą jądrową, co stanowiło w 2007 roku około 20% rosyjskich strategicznych głowic jądrowych. Kiedyś rozważano wycofanie samolotu do 2015 r. Tak długą służbę zawdzięcza udanej i podatnej na modernizacje konstrukcji. Bombowce Tu-95 bazują obecnie na dwóch lotniskach: Engels (Obwód saratowski) i Ukrainka (Kraj Chabarowski). W 2018 roku podpisano umowę na modernizację bombowców Tu-95MS do wersji MSM, z mocniejszymi silnikami i nową awioniką.
Tu-95MS zadebiutowały bojowo dopiero w 2015 roku podczas rosyjskiej interwencji w wojnie domowej w Syrii przeciwko Państwu Islamskiemu. 17 listopada 2015 roku pięć rosyjskich Tu-95MS razem z sześcioma Tu-160 dokonało ataku 34 pociskami samosterującymi Ch-555 lub Ch-101 na cele w Syrii w muhafazach Aleppo i Idlib za akceptacją prezydenta Syrii Baszszara al-Asada.
Następne uderzenie – z użyciem pocisków Ch-101 – przeprowadzono 5 lipca 2017 roku. Kolejny atak (za pomocą pocisków tego samego typu) wykonano 26 września 2017 roku na cele w muhafazach Dajr az-Zaur i Idlib. Ogółem podczas rosyjskiej interwencji w Syrii rosyjskie bombowce wystrzeliły 66 pocisków Ch-101.
Tu-95MS używane były następnie do odpalania pocisków Ch-555 i Ch-101 podczas inwazji Rosji na Ukrainę od 2022 roku. Oceniano, że Rosja posiadała ich wówczas 55, z tego na początku 2025 roku tylko 10–12 było częściej wykorzystywanych. Między innymi, 13 marca 2022 roku Tu-95MS ze 184 Pułku zaatakowały pociskami Ch-555 ośrodek szkolenia wojsk ukraińskich w Jaworowie w pobliżu polskiej granicy.
1 czerwca 2025 roku w ataku ukraińskich dronów w ramach operacji Pajęczyna na bazy lotnicze Biełaja w obwodzie irkuckim, Diagilewo w Riazaniu, Iwanowo-Siewiernyj w obwodzie iwanowskim, Oleńja w murmańskim oraz Ukrainka w amurskim zostało zniszczonych przynajmniej osiem Tu-95MS.

## Konstrukcja
Samolot bombowy o konstrukcji całkowicie metalowej, jednopłat ze skośnym skrzydłem, klasycznym pojedynczym usterzeniem i chowanym podwoziem. Konstrukcja wykonana głównie ze stopów aluminium, ponadto stali i stopu magnezu. Kadłub o konstrukcji półskorupowej o przekroju okrągłym, z gładkim pracującym pokryciem. Kadłub technologicznie dzieli się na cztery części: przednią, środkową, ogonową i kabinę strzelców. W podstawowej wersji bombowej w przedniej części kadłuba znajduje się hermetyzowana kabina załogi i luk podwozia przedniego, w środkowej jest mocowany centropłat i znajduje się komora bombowa i zbiorniki paliwa. W ogonowej części znajdują się stanowiska uzbrojenia obronnego, zbiorniki paliwa i wyposażenie, a nadto mocowane jest do niej usterzenie i (w podstawowych wersjach) hermetyzowana kabina strzelców. Kabiny miały oszklenie ze szkła organicznego i miejscami pancernego (tripleksu), a w wersji bombowej także nos kadłuba ze stanowiskiem nawigatora był oszklony. W wersji bombowej załoga liczyła 9 osób, z tego w kabinie zajmują stanowiska: pilot (dowódca), drugi pilot, nawigator, drugi nawigator, starszy technik pokładowy, starszy strzelec-radiotelegrafista i oficer walki radioelektronicznej, a w ogonowej kabinie: dowódca stanowisk uzbrojenia i ogonowy strzelec-radiotelegrafista. Wejście do kabiny i awaryjne jej opuszczanie odbywa się przez luk podwozia przedniego. W środkowej części kadłuba na lewej burcie przenoszone były dwie nadmuchiwane tratwy ratunkowe ŁAS-5-2M.
Skrzydło o konstrukcji czterodźwigarowej przechodzącej w trójdźwigarową, ze skosem 35° w części przykadłubowej i 33,5° w części zewnętrznej. Wyposażone w trzysegmentowe lotki i dwusegmentowe klapy dwuszczelinowe.
Podwozie trójpodporowe z kołem przednim. Podwozie główne w postaci czterokołowych wózków, chowane do gondoli na tylnej krawędzi skrzydeł. Podwozie przednie dwukołowe, chowane do tyłu w luk znajdujący się w kadłubie.
Paliwo przenoszone było w 71 miękkich zbiornikach, a od wersji Tu-95M – 74 zbiornikach, umieszczonych w kadłubie, centropłacie i zewnętrznych częściach skrzydeł. Zbiorniki tworzyły cztery niezależne instalacje, dla każego z silników, i wyposażone były w system wypełniania gazem neutralnym. Kolejność opróżniania zbiorników sterowana była systemem automatycznym dla zachowania wyważenia i wytrzymałości płatowca. 
Pod kabiną znajdował się w wersji bombowej celownik radiolokacyjny RBP-4 w osłonie.

### Uzbrojenie
Uzbrojenie obronne początkowo stanowiło początkowo sześć działek kalibru 23 mm AM-23 w trzech zdalnie sterowanych podwójnych stanowiskach: DK-12 w ogonie, DT-W12 na grzbiecie i DT-N12 pod kadłubem w części ogonowej. Wieżyczka grzbietowa była chowana dla zmniejszenia oporu w locie. Zapas amunicji wynosił 2500 nabojów, w tym po 350 na lufę dla stanowiska grzbietowego, po 400 dla podkadłubowego i po 500 dla ogonowego. Według innych publikacji, zapas amunicji wynosił 2300 nabojów, a maksymalnie 4400. Kierowane były zdalnie za pomocą czterech celowników optycznych PS-153 w trzech kopułkach (grzbietowej i dwóch bocznych ogonowych) i stanowisku ogonowym, wspomaganych przez celownik radarowy PRS-1 Argon nad stanowiskiem i automatyczny system AWS-153. Obsługiwało je czterech strzelców, w tym grzbietowy był zarazem radiotelegrafistą. W wersji Tu-95K zlikwidowano wieżyczkę grzbietową.
Wersje bombowe miały w komorze bombowej belkowe podwieszenie do bomb typu MBD6-95 lub BD5-95M z montowanymi wyrzutnikami różnych typów do bomb wagomiarów: 9000, 5000,  3000, 1500, 500, 250 kg lub lżejszych. Normalny ładunek konwencjonalny stanowiła bomba FAB-5000 M-54 o masie 5000 kg lub 4 × FAB-500 M46 lub 6 × FAB-250 M46 lub 12 x FAB-100 (liczby odpowiadają nominalnemu wagomiarowi bomb). W wariancie przeciążonym można było przenosić bombę FAB-9000 M54 lub dwie FAB-5000 M54 (10 t) lub cztery FAB-3000 M46 (12 t) lub dwie BRAB-6000 (12 t). Można było przenosić również miny morskie (np. AMD-500, AMD-1000, AMD-2M, IGDM), torpedy lotnicze lub bomby kierowane UB-2000F, UB-5000F i Krab. Samoloty w wersji bombowej były wyposażone w celownik dzienny OPB-11R połączony z autopilotem AP-15 oraz celownik radarowy RBP-4.

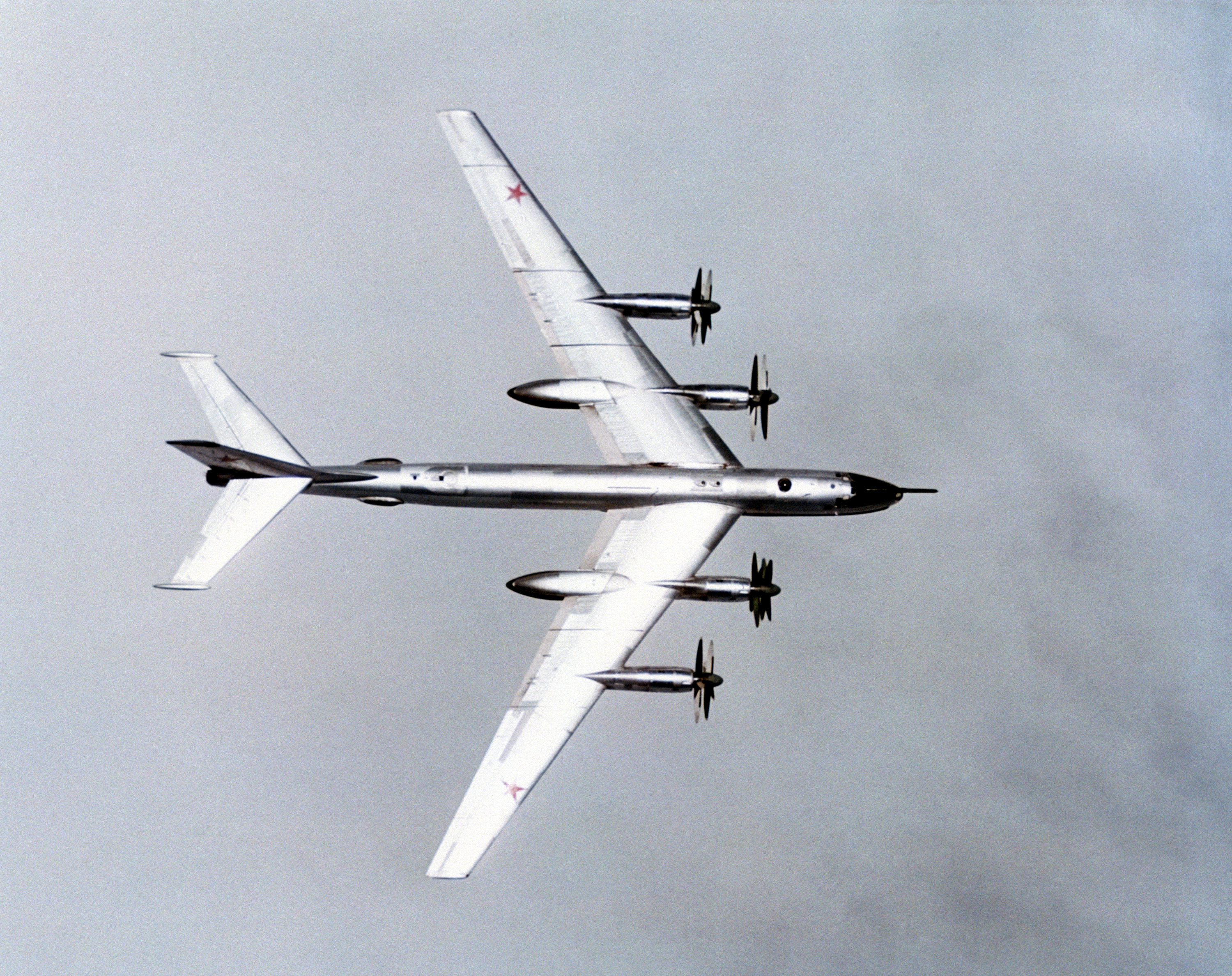
Tu-95, 1974 r.
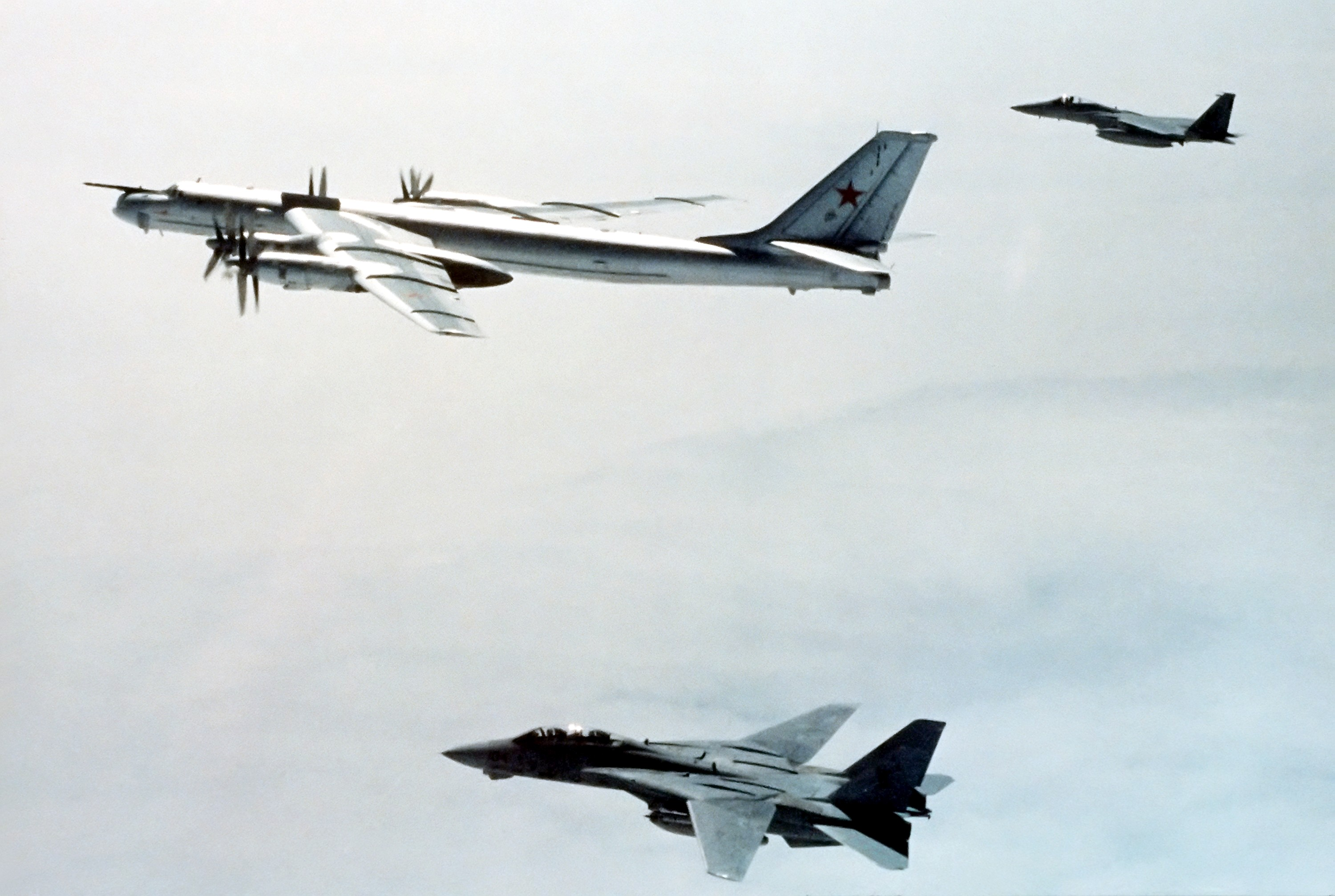
Tu-95 eskortowany przez samoloty myśliwskie F-14 i F-15
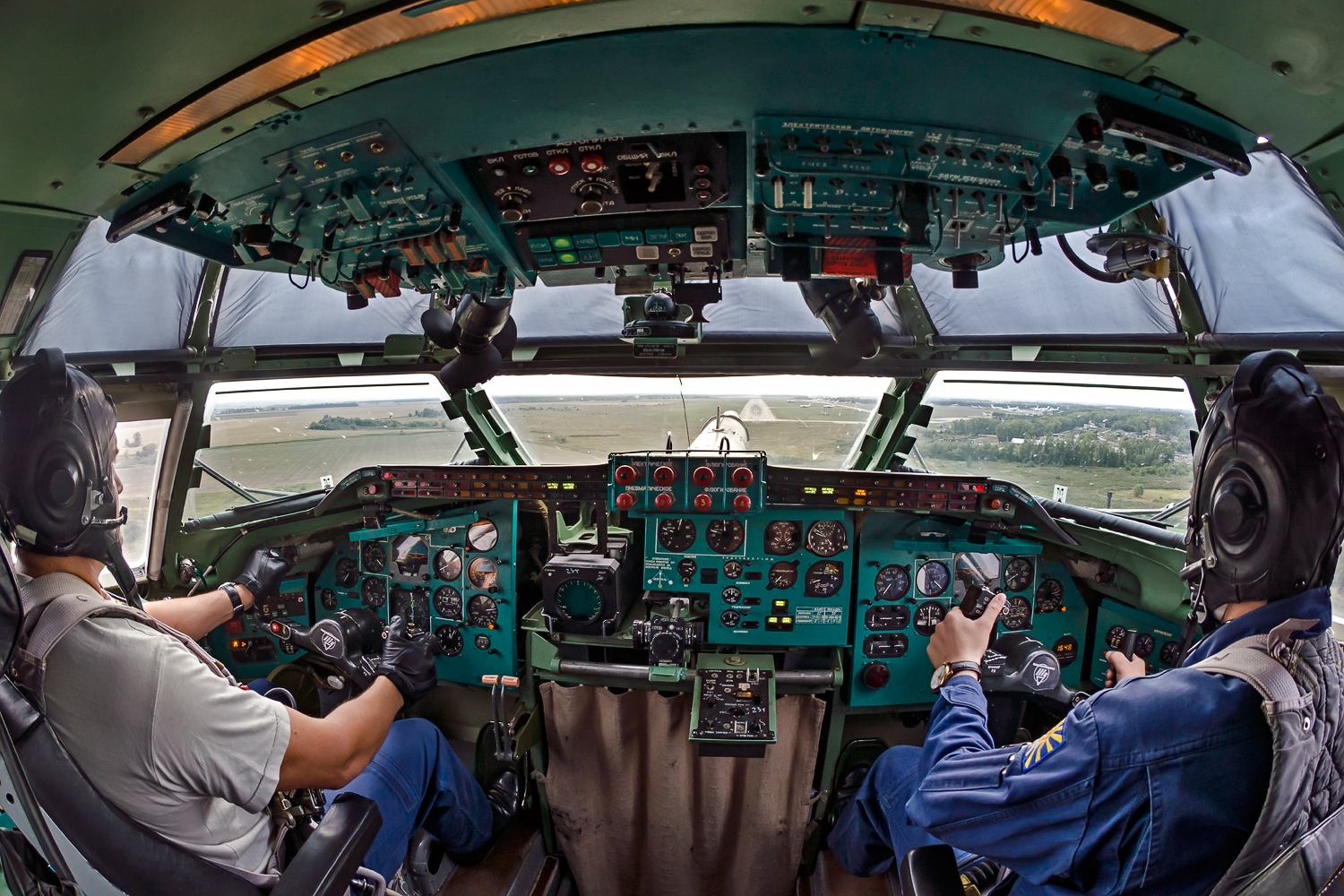
Kabina pilotów
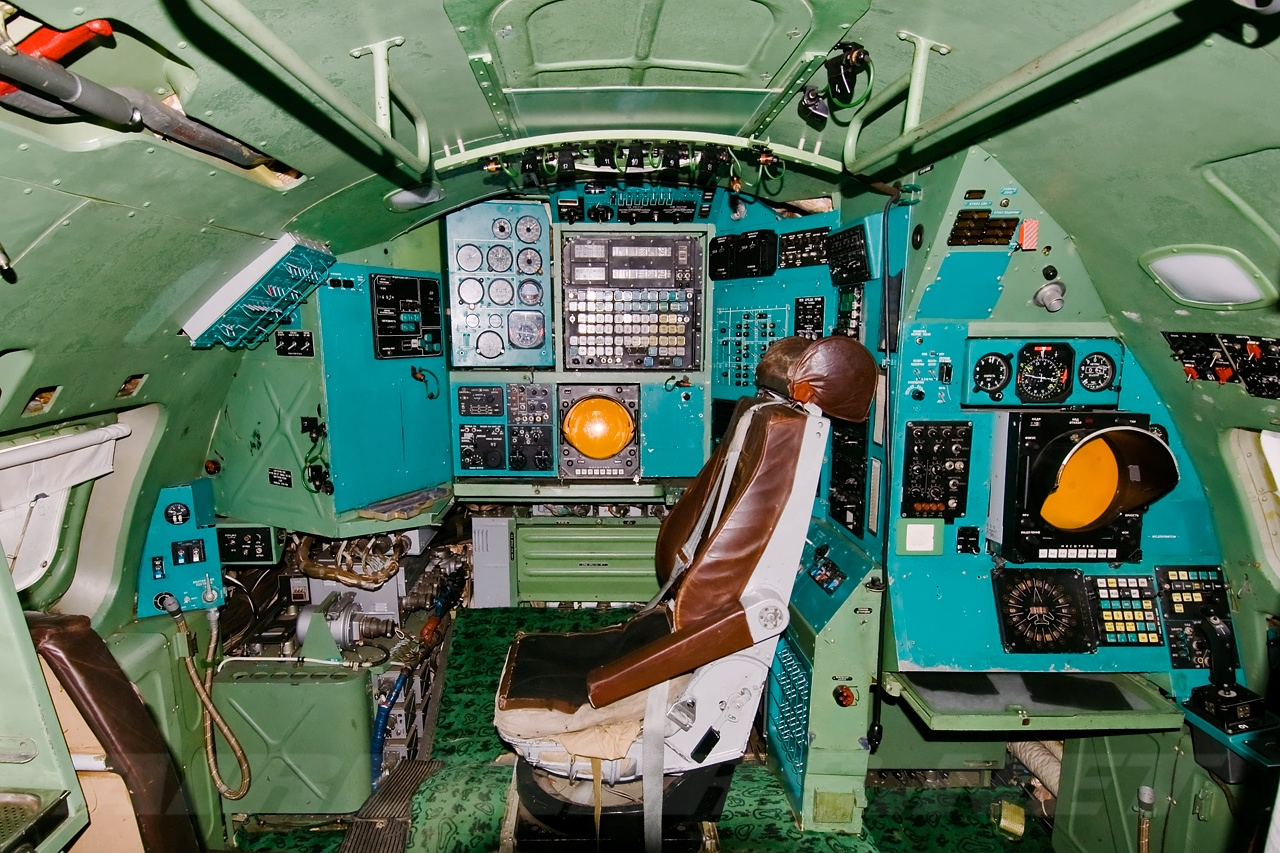
Miejsce nawigatora
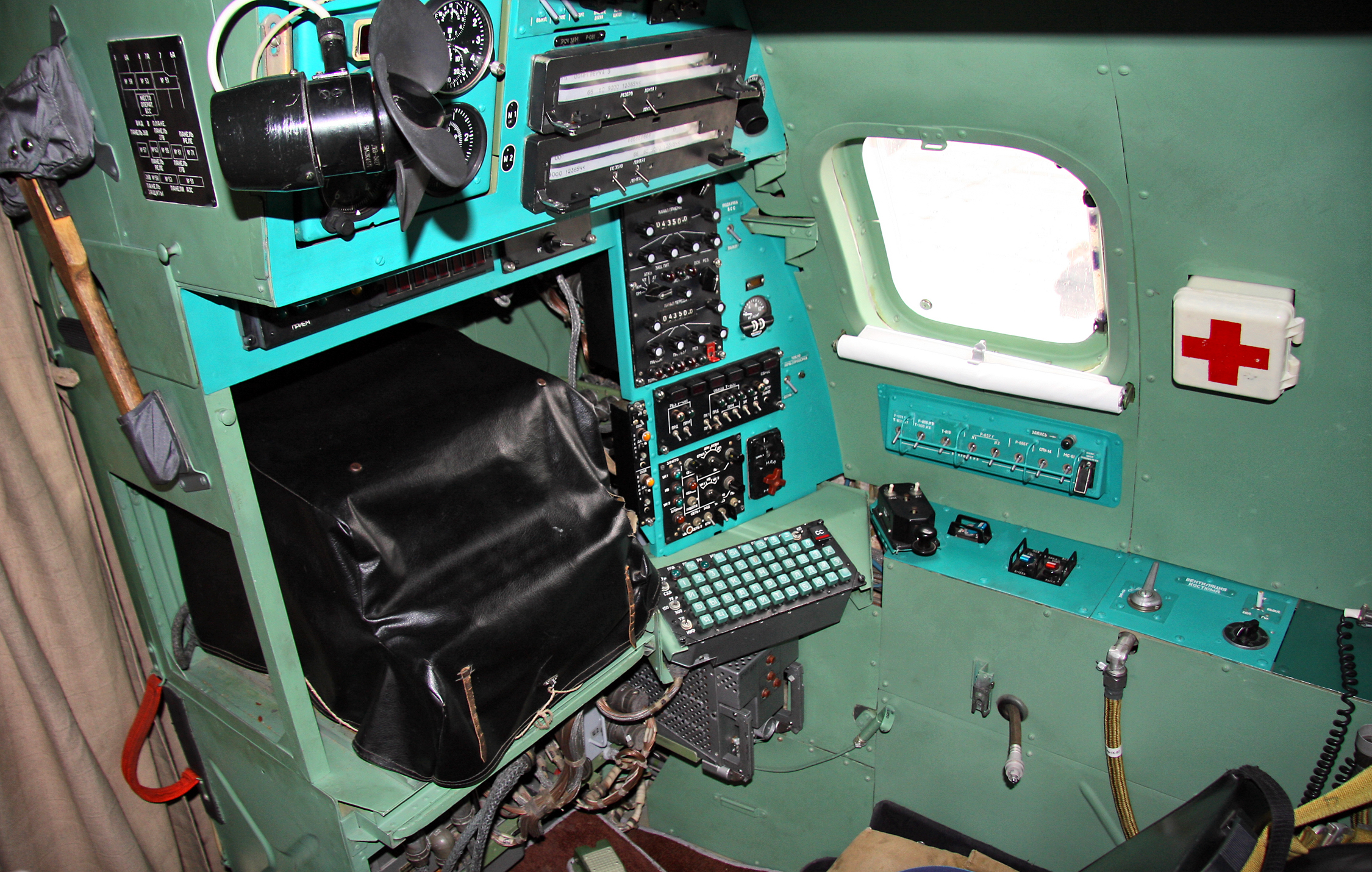
Miejsce radiotelegrafisty
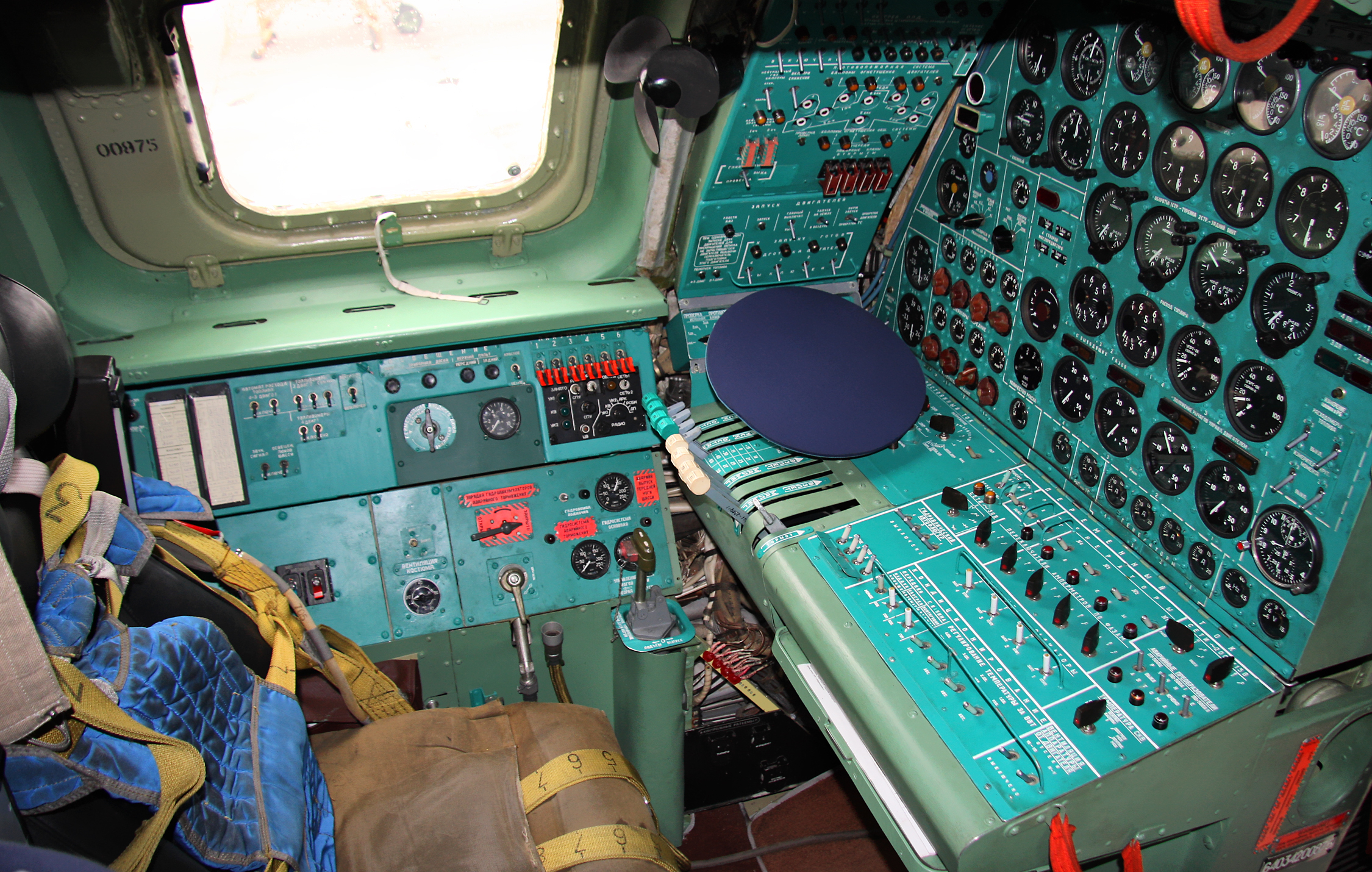
Miejsce inżyniera pokładowego
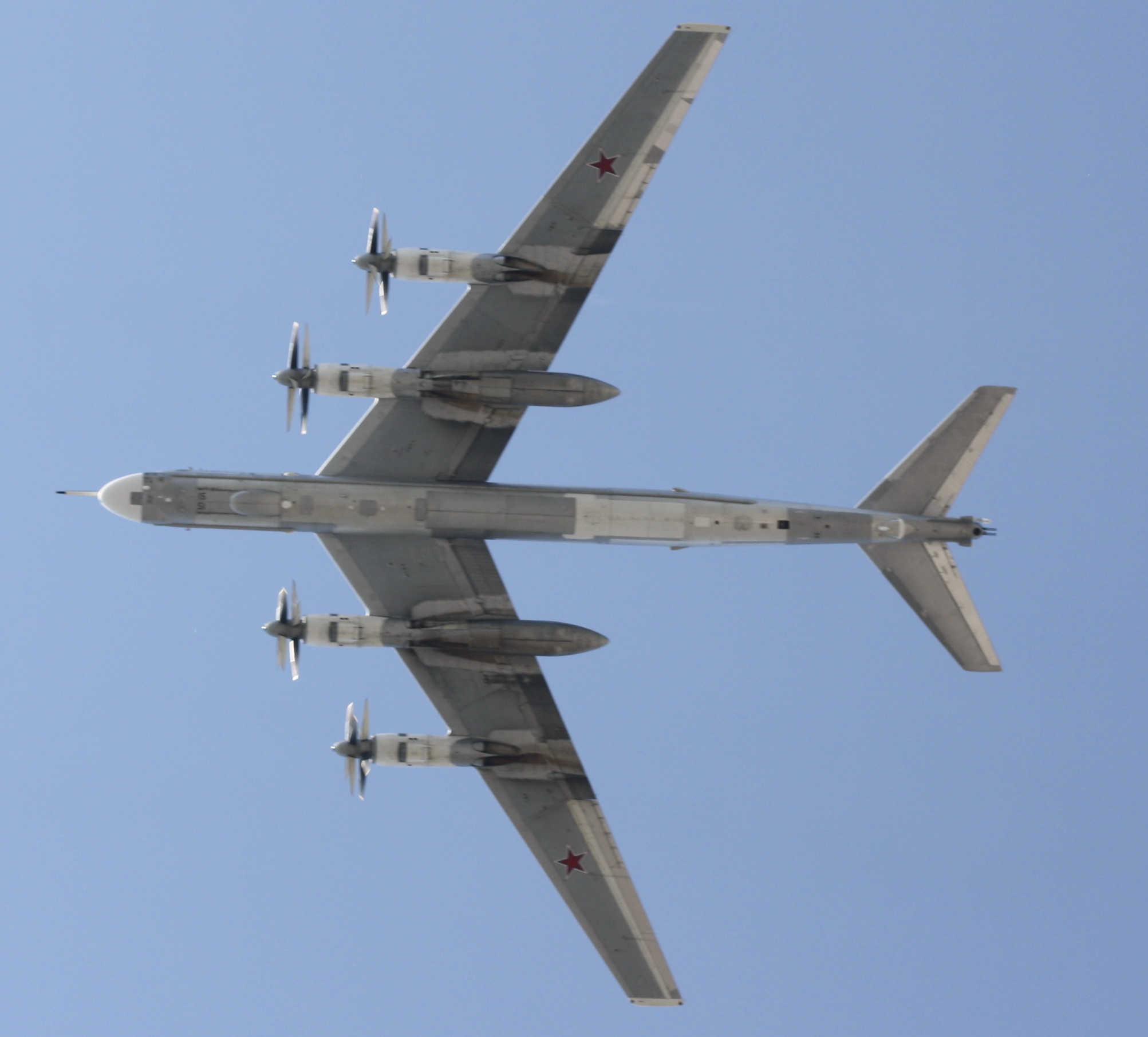
Tu-95 podczas parady w 2010 r.
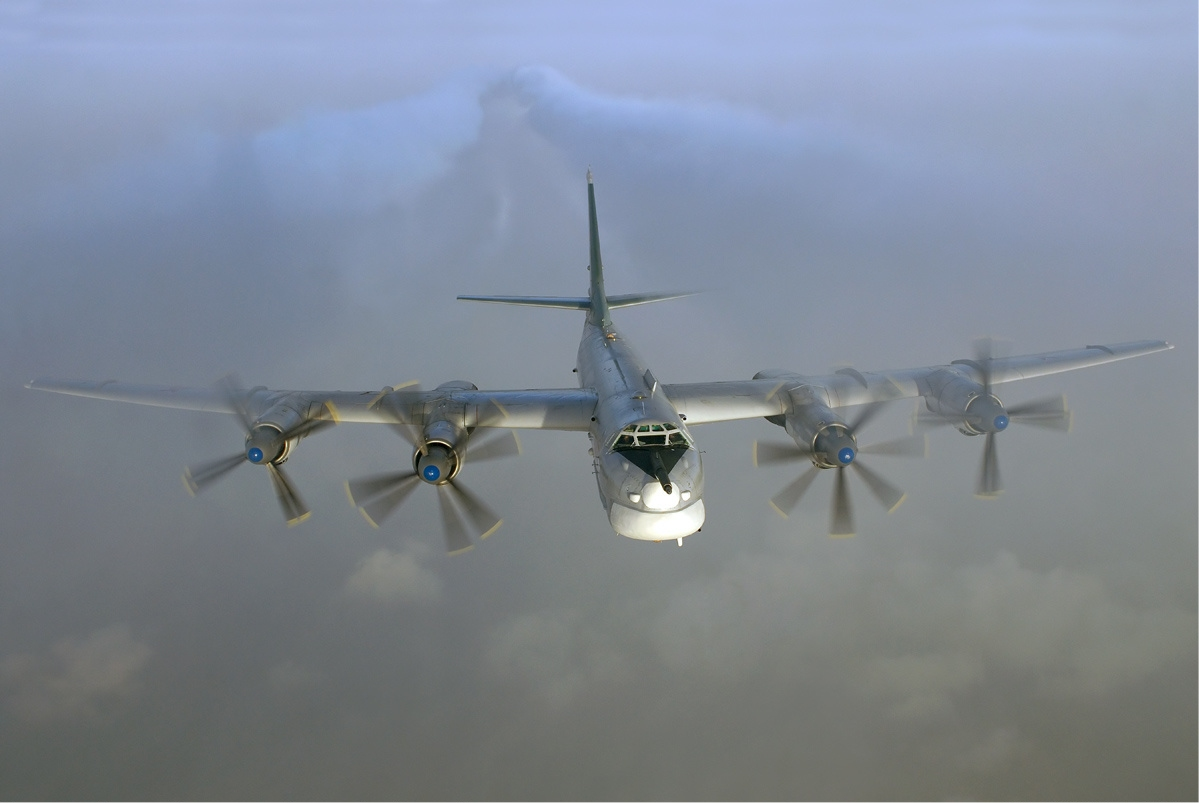
Tu-95MS w locie